# إيفيرلين سامبي
إيفيرلين سامبي (بالإنجليزية: Everlyn Sampi)‏ هي ممثلة أسترالية، ولدت في 6 أكتوبر 1988 في أستراليا.

## وصلات خارجية
- إيفيرلين سامبي على موقع IMDb (الإنجليزية)
- إيفيرلين سامبي على موقع ألو سيني (الفرنسية)
- إيفيرلين سامبي على موقع قاعدة بيانات الفيلم (الإنجليزية)
- إيفيرلين سامبي على موقع كينوبويسك (الروسية)